# Heinkel He 51
L'Heinkel He 51 era un caccia monomotore biplano realizzato dall'azienda tedesca Ernst Heinkel Flugzeugwerke negli anni trenta.
Testati operativamente durante la guerra civile spagnola come equipaggiamento della Legione Condor, continuarono a essere impiegati, principalmente dalla Luftwaffe, prima e durante la seconda guerra mondiale.

## Storia del progetto
Negli anni trenta l'aeronautica militare tedesca, la futura Luftwaffe, cercava di riequipaggiarsi con aeroplani di caratteristiche moderne, e l'Heinkel Flugzeugwerke era una delle aziende aeronautiche che poteva servire allo scopo, con un gruppo di progettisti come i fratelli Walter e Siegfried Günter che concretizzò ben presto il primo risultato: il caccia He 49, progettato nel novembre 1932, di cui fu approvato un modello successivo e migliorato, il caccia He 51.
L'He 49 era un caccia con un motore BMW VI da 690 cavalli camuffato da aereo civile, come tanti altri mezzi tedeschi realizzati all'epoca, per aggirare i divieti conseguenti alla sconfitta della Germania nella prima guerra mondiale. Dopo che nel novembre uscì il prototipo, vennero richiesti altri due apparecchi, l'He 49B con fusoliera allungata di 40 cm, e il modello E, con carrello carenato.
I fratelli Günter erano tuttavia convinti che si potesse raggiungere un risultato migliore e il nuovo modello non venne avviato alla produzione in serie. Con una cellula più leggera, progettata nei fatti da Karl Schwarler, dopo tre mesi il prototipo dell'He 51 effettuò il primo volo.

## Tecnica

### Cellula
L'aereo era dotato di una struttura robusta di tipo tradizionale, di costruzione mista con ali metalliche ricoperte di legno e tela verniciata; la fusoliera era con scheletro metallico con rivestimento di metallo anteriormente, tela posteriormente. Gli alettoni erano presenti solo sull'ala superiore, perché in quella inferiore vi erano gli ipersostentatori.
Le ali, di notevole superficie, erano diverse maniera sensibile, con l'inferiore non solo arretrata (al livello dell'abitacolo) ma anche di apertura inferiore. Erano controventate e munite di due supporti rigidi in tandem, a unica campata.
I piani di coda erano convenzionali, controventati e dotati di un grande timone. Il carrello d'atterraggio era fisso, carenato quello anteriore, solo una slitta metallica senza ruota quello posteriore.
La strumentazione dell'He 51 era notevole per un caccia degli anni trenta.

### Motori
Il motore era un BMW VI 7,3Z con 12 cilindri a V raffreddato ad acqua, da 750 cavalli, con elica bipala Schwarz, in legno e a passo fisso. A differenza dei caccia Fiat, l'elica era posizionata nella parte bassa del muso piuttosto che in quella alta, avendo il radiatore in posizione invertita (cioè in alto).
Gli scarichi erano notevoli in termini di ingombro e orientati verso il basso. Il serbatoio di carburante aveva una capienza di 210 litri.

### Sistemi d'arma
L'armamento era costituito da due mitragliatrici MG 17 calibro 7,92 mm con 1 000 colpi e posizionate in caccia.

## Impiego operativo
L'He 51 dal luglio del 1934 cominciò a essere consegnato clandestinamente ai reparti. Dall'aprile 1935 venne ufficialmente istituito il primo reparto caccia della neofondata Luftwaffe, lo Jagdgeschwader 2 (JG 2) Richthofen.

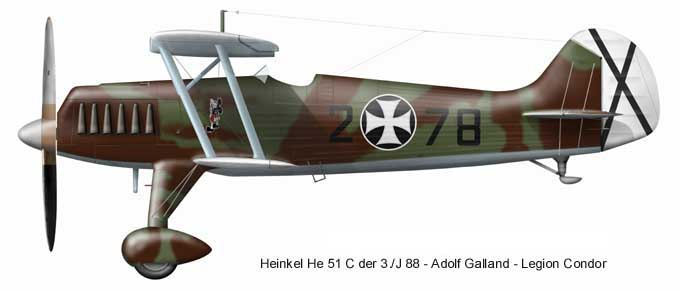
L' He 51 C dello 3./J/88 Legione Condor pilotato da Adolf Galland durante la guerra civile spagnola

Ben presto il velivolo venne inviato in teatri bellici, a iniziare dalla guerra civile spagnola (i primi sei esemplari vennero spediti a Cadice nell'agosto 1936), alla quale sia la Germania sia l'Italia parteciparono in forze. Fornirono tra l'altro oltre 1 200 aerei militari.
Assieme ai Fiat C.R.32 italiani, dopo alcuni iniziali successi l'Heinkel He 51 si rivelò presto inferiore alla maggior parte dei caccia repubblicani, principalmente a quelli di fattura francese, come risultò evidente nella metà del settembre 1936 quando due soli caccia repubblicani sbaragliarono sei He 51 che si accingevano ad attaccare alcuni bombardieri Breguet. La Germania rispose aumentando la consistenza numerica dei velivoli, così per la fine di novembre giunsero in Spagna altri 72 He 51, di cui 24 consegnati all'aviazione nazionalista, che andarono a equipaggiare tutte e quattro le squadriglie del Jagdgruppe 88 (J/88). L'arrivo nello stesso mese dei caccia sovietici Polikarpov I-15 e I-16 tuttavia rese nulla la reazione tedesca.
Conseguentemente all'arrivo dei primi Messerschmitt Bf 109B, nella primavera del 1937, i caccia He 51 vennero relegati alle missioni di attacco al suolo o ceduti all'aeronautica nazionalista spagnola. Gli He 51 rimasti nella legione Condor vennero spostati vicino a Madrid nel luglio 1937 per prendere parte alla battaglia di Brunete, nello stesso periodo in cui Adolf Galland venne nominato capo della squadriglia, la 3ª del J/88, equipaggiata con gli He 51. I successi ottenuti da Galland sul fronte centro-settentrionale spagnolo contro uomini e strutture nemiche, contro i quali vennero provate anche primitive bombe al napalm (semplici bombe a frammentazione legate a un contenitore riempito di benzina e olio lubrificante), comportarono il dirottamento di 28 nuovi He 51 dalle forze nazionaliste alla legione Condor, la quale poté così riattivare la 4ª squadriglia del J/88. Il 20 febbraio 1938 il pilota Eckehardt Priebe, volando su un He 51 in appoggio alle truppe che stavano combattendo la battaglia di Teruel, distrusse un carro armato T-26, che fu anche il primo carro armato distrutto da un aereo da attacco al suolo tedesco.
L'avanzata in Aragona dell'estate 1938 offrì alla Luftwaffe, tramite i suoi He 51, di perfezionare le tecniche di attacco al suolo che sarebbero state poi utilizzate nella seconda guerra mondiale più di un anno dopo.
In tutto vennero inviati in Spagna 135 esemplari, specialmente gli He 51C.
Heinkel, AGO, Arado e altre aziende tedesche vennero coinvolte nella produzione del caccia He 51, che raggiunse presto le 700 unità, non un risultato eccezionale ma sufficiente per riequipaggiare, assieme agli Arado Ar 68, otto stormi in patria e la Legione Condor. Un esemplare venne fornito anche all'Unione Sovietica.

## Versioni
He 51 A
He 51 A-1
prima versione di serie, 150 esemplari prodotti, metà delle quali dall'Arado e Erla.
He 51 B
venne introdotto nel 1935 e prodotto fino alla metà dell'anno seguente. Risultò il più prodotto caccia tedesco di questo tipo. Irrobustito, aveva anche un serbatoio da 170 litri sganciabile, che ne aumentava l'autonomia. Alcuni furono dotati di travetti subalari per 6 bombe SC 10 da 10 kg.
He 51 B-2
versione idrocaccia imbarcato dotata di scarponi in alluminio e fornito in dotazione agli incrociatori ed altre unità pesanti della Kriegsmarine. Realizzato in 38 esemplari; i prototipi per le alte quote He 51 B e D furono senza seguito.
He 51 C
He 51 C-1
venne approntato per la guerra in Spagna ed era specializzato nel ruolo di cacciabombardiere. Poteva portare fino a 4 bombe da 50 kg sotto le ali inferiori. fu costruito in 100 esemplari, 79 delle quali forniti alla Legione Condor e, in misura minore, all'aviazione nazionalista.
He 51 C-2
venne costruito con apparato radio migliorato, destinato solo alla Luftwaffe.
He 51 D
versione d'alta quota rimasta al livello di prototipo.

## Utilizzatori
Bulgaria

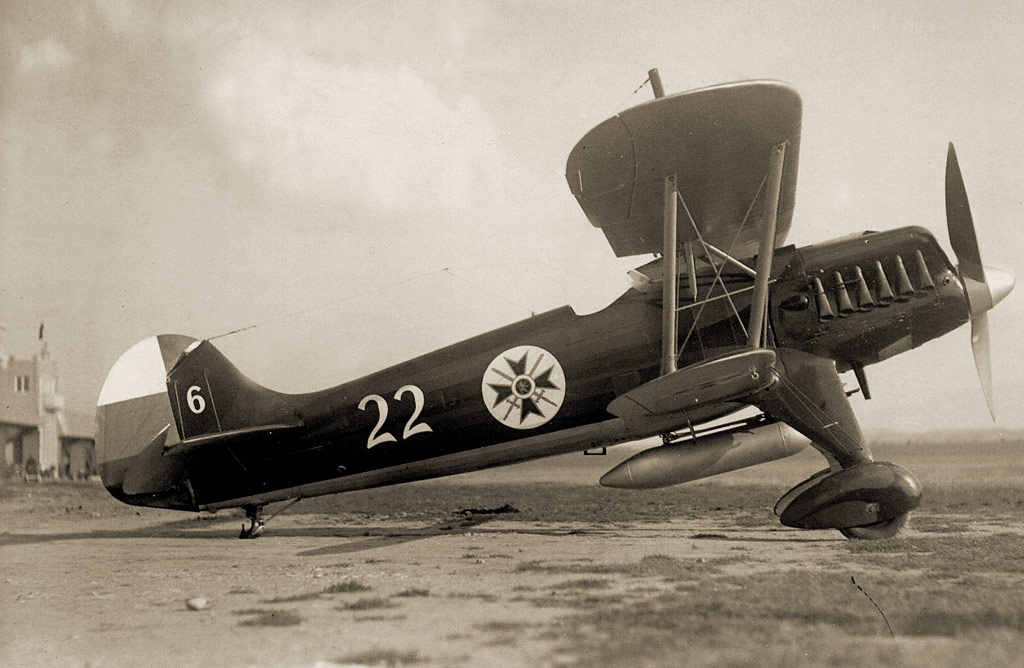
Heinkel He 51B, Vazhdushnite na Negovo Velichestvo Voiski

- Vazhdushnite na Negovo Velichestvo Voiski

 Germania
- Luftwaffe
  - Legione Condor

 Spagna
- Ejército del Aire

### Pubblicazioni
- William Green, Gordon Swanborough, The Cadre Creator...Heinkel's Last Fighting Biplane, in Air Enthusiast, n. 36, maggio-agosto 1988,  pp. 11-24, ISSN 0143-5450 (WC · ACNP).